# Georges Marchais
Georges René Louis Marchais (La Hoguette, Calvados, 7 de junho de 1920 – Paris, 16 de novembro de 1997)  foi um político francês. Foi secretário do Partido Comunista Francês de 1972 a 1994.

## Biografia
Nascido em uma família muito católica, ele foi recrutado pouco antes da Segunda Guerra Mundial para trabalhar como operário na indústria da força aérea francesa. Concluído o armistício entre o marechal Pétain e Hitler, foi recrutado como voluntário na indústria aeronáutica do Terceiro Reich, que havia invadido a França em 1940 . Os velhos bolcheviques (Charles Tillon) culparam Georges Marchais por isso quando os excluiu do Partido Comunista.
Secretário da seção da Confederação Geral do Trabalho (CGT) de Issy-les-Molineaux em 1946, tornou-se membro do Partido Comunista a partir de 1947 e, graças à estima que o então secretário nacional do partido, Maurice Thorez ele, iniciou sua ascensão dentro do PCF, onde ingressou no Comitê Central em 1956 e no Comitê Político em 1959 .
Vice-secretário-geral do partido, ele muitas vezes substituiu o secretário gravemente doente Pierre Waldeck Rochet, até que se tornou vice-secretário em 1970 e assumiu seu lugar dois anos depois. Deputado nacional desde 1973 (e posteriormente reeleito continuamente) apoiou a candidatura do socialista François Mitterrand nas eleições presidenciais de 1974 , mas três anos depois rompeu o pacto de aliança à esquerda formalizado no chamado "Programa Comum". Candidato por seu partido nas eleições presidenciais de 1981, recebeu cerca de 15% dos votos: no segundo turno decidiu que, oficialmente, seu partido apoiaria Mitterrand. O PCF entrou então no governo de Mitterrand com 4 ministros.
Georges Marchais como secretário político distinguiu-se como um comunista ortodoxo e um marxista-leninista convicto. Ingressou no eurocomunismo em 1977 junto com seu colega italiano Enrico Berlinguer e seu colega espanhol Santiago Carrillo, mas isso não o impediu de muitas vezes se declarar alinhado à linha política soviética. Ele não impediu o declínio do PCF: após a queda do Muro de Berlim, alguns membros do PCF lhe pediram uma séria autocrítica e uma profunda reflexão sobre as perspectivas políticas futuras. Não satisfeito com sua reação, este partido moderado do partido provocou uma cisão liderada por Pierre Juquin.
Nas eleições presidenciais de 1988 o PCF obteve apenas 6,8% dos votos, enquanto Juquin obteve 3,3% das preferências. Essa cisão contribuiu para causar uma forte crise dentro do movimento, até porque Marchais foi acusado de não ter feito nada para evitá-la.
Após a modificação do estatuto que permitia abandonar o princípio do “centralismo democrático” na organização do partido, em 1994 foi substituído como diretor do PCF por Robert Hue. Hue foi apoiado por Marchais nas eleições presidenciais de 1995 , nas quais obteve 8,6% dos votos (a corrente dissidente havia entretanto voltado). Georges Marchais morreu dois anos depois no hospital Lariboisière devido a um problema cardíaco.
Figura política completa que fez da seriedade e da honestidade seus pontos fortes, Marchais era conhecido por seu respeito à lei (" Ct'un scandaaaale", "Isso é um escândalo", ele dizia quando percebia algo obscuro) e por as maneiras francas, às vezes abruptas de fazer as coisas que foram retomadas em forma de paródia pelo comediante francês Thierry Le Luron. Ele também teve uma curiosa discussão verbal com o jornalista Jean-Pierre Elkabbach.

## Publicações
- Les Communistes et les Paysans – "Os comunistas e camponeses" (1972)
- Le défi démocratique – "O desafio da democracia" (1973)
- La politique du PCF – "Políticas PCF" (1974)
- Communistes et/ou chrétiens – "Comunistas e/ou cristãos" (1977)
- Parlons franchement – "Vamos ser francos" (1977)
- Réponses – "Respostas" (1977)
- L'espoir au présent – "Esperança no Presente" (1980)
- Démocratie – "Democracia" (1990)